# Creative Assembly Sofia
Creative Assembly Sofia (ранее известная как Crytek Black Sea и Black Sea Studios) — болгарская студия, разработчик компьютерных игр, бывший филиал немецкой компании Crytek.

## История
Black Sea Studios была основана как независимая компания в 2001 году и базировалась в городе София.
Больше всего компания известна игрой Knights of Honor, исторической стратегией в реальном мире, выпущенной для Windows в 2004 году, и стратегией WorldShift, которая была выпущена в мае 2008 года.
14 июля 2008 года немецкая компания Crytek, разработчик игр Far Cry и Crysis, анонсировала приобретение студии Black Sea Studios и её переименование в Crytek Black Sea. Исполнительный директор Crytek Авни Ерли сказал по этому поводу, что Crytek при помощи этой покупки надеется продолжить свой стратегический рост и расширение. «Black Sea Studios имеет в своём составе очень компетентную и опытную группу разработчиков и будет непрерывно расширяться и совершенствоваться благодаря присоединению к нашим традициям производства очень инновационных и творческих игр», — заявил Авни Ерли.
В конце 2016 года Crytek из-за финансовых проблем была вынуждена закрыть ряд офисов, в том числе отделение в Софии. После этого бывшее руководство Crytek Black Sea основали новую компанию Black Sea Games и продолжили работу в качестве независимой студии.
В марте 2017 года студия была приобретена британской фирмой Creative Assembly, дочерней компанией Sega, и сменила название на Creative Assembly Sofia.

## Разработанные игры
Как независимая компания Black Sea Studios
- 2004 — Knights of Honor
- 2008 — WorldShift

Как филиал Crytek Black Sea
- Arena of Fate

Как филиал Creative Assembly Sofia
- Total War: Rome II — Empire Divided[6]

## Примечание
1. ↑  Crytek acquires Black Sea Studios (англ.). Crytek GmbH (14 июля 2008). Дата обращения: 16 июля 2008. Архивировано из оригинала 27 июля 2008 года.
2. ↑  Crytek купила Black Sea Studios. GameTech (22 июля 2008). Дата обращения: 22 июля 2008. Архивировано 23 февраля 2012 года.
3. ↑  XRUSHT.NET. Crytek в Болгарии : покупка Black Sea Studios. российский фан-сайт Crysis_Warhead_Wars Russian Portal (18 июля 2008). Дата обращения: 23 декабря 2008. Архивировано 1 мая 2013 года.
4. ↑  Светлана Нелипа. Crytek закрывает офисы. Игромания (21 декабря 2016). Дата обращения: 6 октября 2018. Архивировано 6 октября 2018 года.
5. ↑  Christopher Dring. Crytek Sofia developers re-form Black Sea Games (англ.) (24 декабря 2016). Дата обращения: 16 апреля 2019. Архивировано 16 апреля 2019 года.
6. ↑  Creative Assembly Sofia se vklyuchva v Game Dev Summit Monthly s predstavyaneto na igrata Total War. OffNews (14 ноября 2017). Дата обращения: 9 декабря 2017.